# Бёкема, Карел
Карел Виллем Адриан Бёкема (нидерл. Karel Willem Adriaan Beukema, 4 января 1878, Токио — 8 января 1908, Стамбул) — нидерландский теннисист, футболист, крикетист и дипломат.

## Биография
Карел Бёкема родился 4 января 1878 года в Токио.

### Спортивная карьера
Выступал в соревнованиях по теннису за клуб «Леймониас» из Гааги. Четыре раза становился чемпионом Нидерландов: в 1899—1900 и 1902 годах выиграл одиночный разряд, в 1899 году — парный вместе с братом Фритсом Бёкема. Был одним из основоположников клубных соревнований по теннису в стране.
В 1906 году вошёл в состав сборной Нидерландов на внеочередных летних Олимпийских играх в Афинах. В одиночном разряде в 1/16 фиала победил Ладислава Жемлу из Богемии — 6:0, 6:4, в 1/8 финала — Джима Жиро из Франции — 6:4, 3:6, 7:5, в 1/4 финала проиграл Морису Жермо из Франции — 4:6, 2:6. В парном разряде Бёкема и Герард Шойерлер в 1/4 финала проиграли Максу Декюжи и Морису Жермо из Франции — 4:6, 0:6.
Играл в футбол за «ХВВ Ден Хаг» на позиции правого нападающего, а также в крикет за ХКК из Гааги.

### Дипломатическая карьера
Учился в Утрехтском университете, где получил степень доктора права. Кроме того, изучал в Берлине восточные языки.
После окончания учёбы отправился на дипломатическую службу в Османскую империю. Работал в Смирне переводчиком. В 1906 году стал консулом в Константинополе.
Умер 8 января 1908 года в константинопольском районе Бейоглу от пневмонии, после того как три недели назад был госпитализирован с брюшным тифом. Похоронен 4 марта 1908 года на кладбище Ниу-Эйкендюйнен в Гааге.